# Ґуставув (Великопольське воєводство)
Ґуставув (пол. Gustawów) — село в Польщі, у гміні Добжиця Плешевського повіту Великопольського воєводства.
Населення — 74 особи (2011).
У 1975-1998 роках село належало до Каліського воєводства.

## Демографія
Демографічна структура станом на 31 березня 2011 року:
|          | Загалом | Допрацездатний вік | Працездатний вік | Постпрацездатний вік |
| -------- | ------- | ------------------ | ---------------- | -------------------- |
| Чоловіки | 36      | 10                 | 24               | 2                    |
| Жінки    | 38      | 11                 | 18               | 9                    |
| Разом    | 74      | 21                 | 42               | 11                   |